# Perštejn
Perštejn (en allemand : Pürstein) est une commune du district de Chomutov, dans la région d'Ústí nad Labem, en République tchèque. Sa population s'élevait à 1 155 habitants en 2021.

## Géographie
Perštejn se trouve à 24 km au sud-ouest de Chomutov, à 74 km au sud-ouest d'Ústí nad Labem et à 84 km au nord-ouest de Prague.

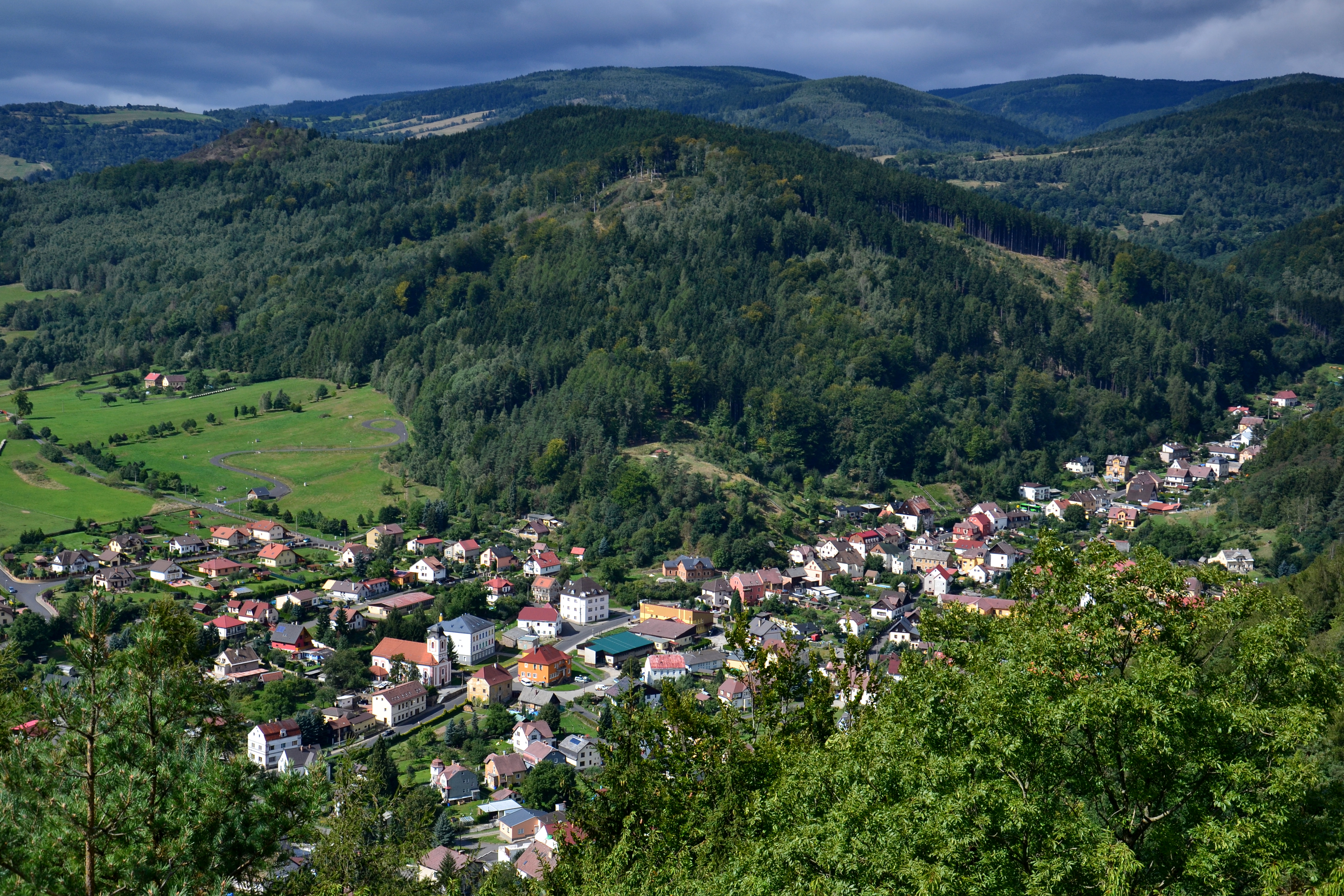
Panorama de Perštejn.

La commune est limitée par Loučná pod Klínovcem au nord-ouest et au nord, par Kovářská et Měděnec au nord, par Klášterec nad Ohří à l'est, par Okounov au sud, et par Stráž nad Ohří au sud-ouest et à l'ouest.

## Histoire
La première mention écrite du village remonte à 1344.

## Transports
Par la route, Perštejn se trouve à 6 km de Klášterec nad Ohří, à 27 km de Chomutov, à 90 km d'Ústí nad Labem et à 118 km de Prague.